# То, что мы потеряли
«То, что мы потеряли» (англ. Things We Lost in the Fire) — американский фильм-драма производства компании DreamWorks Pictures, выпущенный в 2007 году. Режиссёр фильма — Сюзанна Бир, сценарист фильма Аллан Лоб. Фильм вышел на экран в США и Канаде 19 октября 2007 года, а в Великобритании 1 февраля 2008 года.

## Сюжет
Одри Бёрк (Хэлли Берри) и её любимый муж Брайан (Дэвид Духовны) счастливо живут в браке уже 11 лет; у них есть десятилетняя дочь Харпер (Алексис Ллевеллин) и шестилетний сын Дори (Мика Берри). Джерри Санборн (Бенисио дель Торо) — наркоман, употребляющий героин, с детства является другом Брайана. В дверь к Одри постучалась полиция: Брайан был убит, когда пытался защитить женщину, избиваемую её мужем. В день похорон Одри вспоминает, что забыла сообщить Джерри о смерти Брайана. Её брат Нил (Омар Бенсон Миллер) извещает Джерри и привозит его на похороны.

## В ролях
- Хэлли Берри — Одри Бёрк
- Бенисио Дель Торо — Джерри Санборн
- Дэвид Духовны — Брайан Бёрк
- Алексис Ллевелин — Харпер Бёрк
- Мика Берри — Дори Бёрк
- Джон Кэрол Линч — Говард Глассман
- Элисон Ломан — Келли
- Робин Вайгерт — Бренда
- Омар Бенсон Миллер — Нил

## Критика
Фильм получил положительные отзывы кинокритиков. На сайте Rotten Tomatoes фильм имеет рейтинг 65 % на основе 126 рецензий со средним баллом 6,5 из 10. На сайте Metacritic фильм имеет оценку 63 из 100 на основе 30 рецензий критиков, что соответствует статусу «в целом положительные отзывы».